# Leila Khaled
Leila Khaled (Haifa, 9 de abril de 1944), é uma ativista, política, professora, e guerrilha socialista palestina, que dedicou sua vida para libertar a Palestina da ocupação colonial Israelita, e pela à luta internacional pelo comunismo, Leila é filiada à Frente Popular para a Libertação da Palestina, e foi eleita membro da secretaria do Sindicato das Mulheres, e a sua atuação militante sindicalista se deu através da participação em diversas conferências internacionais e regionais que discutiam o papel da mulher nos conflitos árabes.

## Biografia
Leila Khaled nasceu em Haifa, na Palestina, era uma dos doze filhos de Ali Khaled e Jamila Latuff. Aos quatro anos de idade teve que fugir junto de sua família para a cidade libanesa de Tiro, fugindo da invasão sionista de 1948 (Nakba). Estabelecida em Tiro, estudou na escola da União Evangélica e deu prosseguimento aos seus estudos secundários na escola de meninas de Sidon.
Aos 15 anos juntou-se ao MNA, e quatro anos depois entrou na mesma faculdade que seus líderes G. Habash e W. Haddad, a Universidade Americana de Beirute, mas não conseguiu concluir seus estudos por questões financeiras. Entre 1963 e 1969, trabalhou como professora de inglês em escolas públicas do Kuwait. Se juntou à Frente Popular pela Libertação da Palestina (FPLP), assim que esta foi fundada também por Habash, em 1967.

## Khaled na FPLP
Na FPLP, Khaled dedicou-se aos sequestros de aeronaves organizados por Haddad; os destaques de sua atuação militante é o seu envolvimento nos sequestros do avião TWA em 1969, e do El Al em 1970, por causa de seu envolvimento neste último ficou detida por um mês em Londres.
Na década de 1970, Khaled se dedicou à resistência palestina organizada no Líbano, lá atuava como oficial da FLPL, como membro do Secretariado Geral das Mulheres Palestinas, ou no cuidado de feridos em ataques israelenses a campos de refugiados palestinos. Em 1974 foi eleita membro da secretaria do Sindicato das Mulheres e a sua atuação militante sindicalista se deu através da participação em diversas conferências internacionais e regionais que discutiam o papel da mulher nos conflitos árabes-israelenses; em 1978 ajudou a fundar a Casa dos Filhos da Resiliência, uma instituição que cuidava dos filhos dos combatentes mortos no ataque ao campo de refugiados palestinos Tal al-Za’atar em Beirute, durante a Guerra Civil Libanesa.

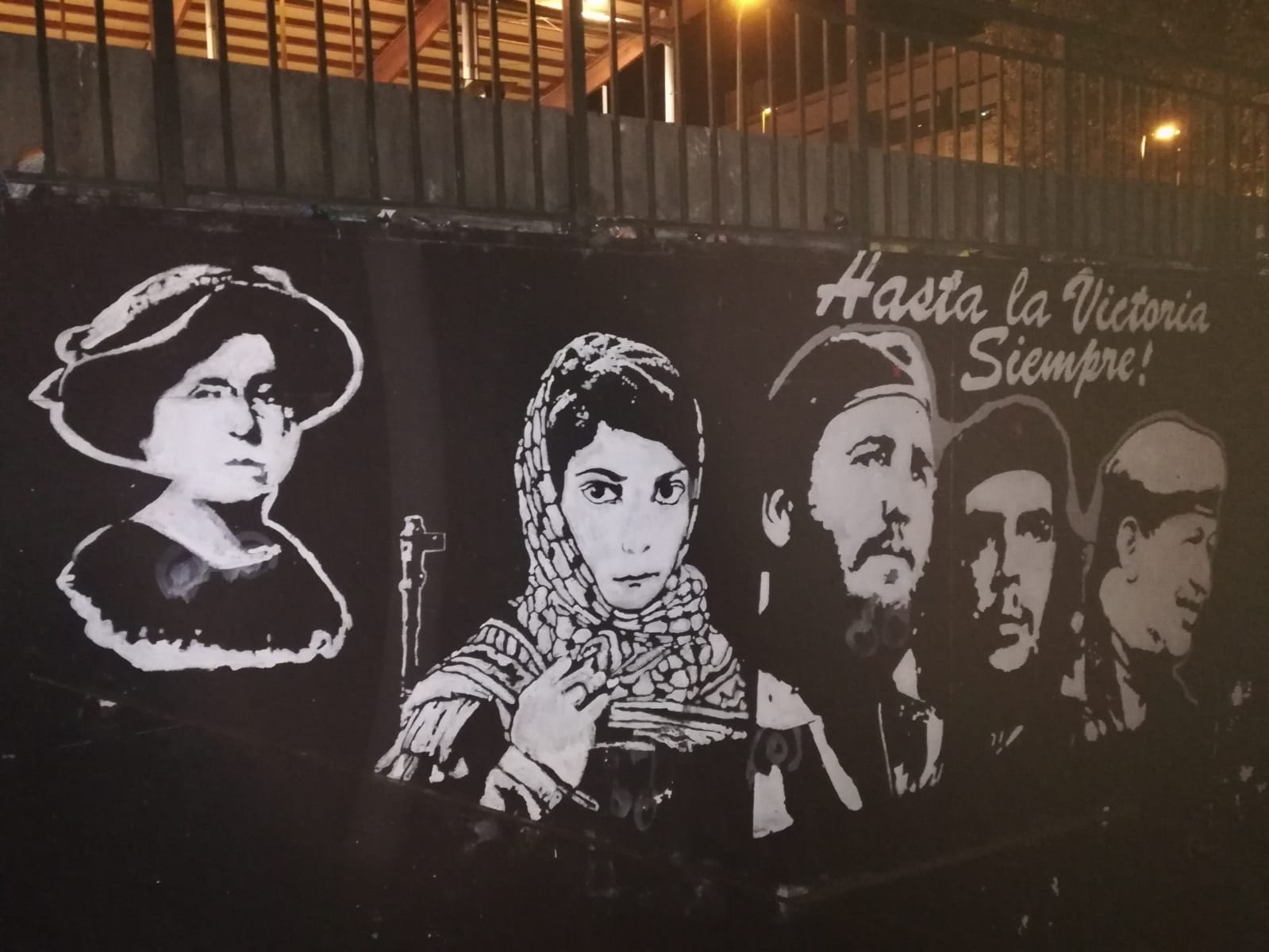
Mural dos revolucionários (Emma Goldman, Leila Khaled, Fidel Castro, Che Guevara i Hugo Chávez) no município basco de Hernani em 2018.

Entre os anos de 1978 e 1980 estudou nas universidades soviéticas de Moscou e Rostov, reforçando a proximidade entre a FLPL e a URSS, vale destacar que que essa afinidade se materializou na convocação de diversos líderes e militantes palestinos à KGB pelo governo da União Soviética, como W. Haddad, mas teve que interromper seus estudos por causa de uma convocação da OLP à todos os estudantes que estavam no exterior para lutar na defesa da revolução palestina. Em 1979 ele se torna membro do Conselho Nacional da Palestina, do qual ela faz parte até os dias atuais, e em 1982, durante a invasão israelense ao Líbano Khaled atuou deslocando e procurando abrigos à feridos nos conflitos armados, após esse período de êxodo no Líbano a FPLP foi reorganizada por Habash e Leila passou a ocupar cargos administrativos e de liderança.
No ano de 1986 estabeleceu-se a Organização das Mulheres Palestinas que passou a servir estrutura geral para a FPLP e na qual Khaled foi eleita a primeira ministra, essa organização trabalhava para mobilizar a força feminina pela defesa de seus direitos e dos direitos dos palestinos em geral.
Em 1992 Leila se muda junto com seu marido e seus dois filhos para Amã, onde reside até hoje; um ano depois, Khaled é eleita ao Comitê Central da FPLP, e em 2005 passa a integrar o Bureau Político da Frente Popular, cargo que mantém até o momento.

## O sequestro do voo 840 da TWA

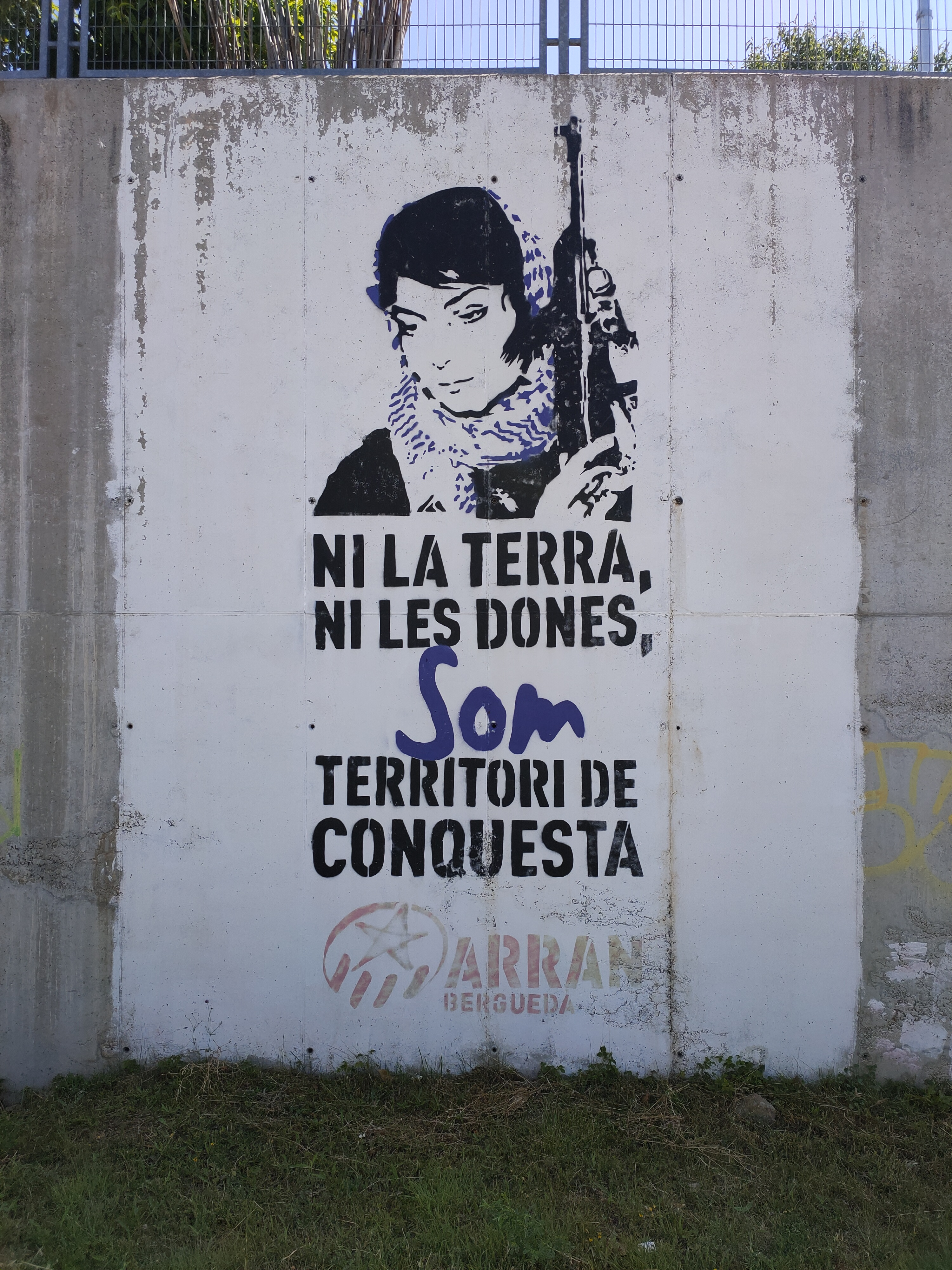
Mural feminista e anti-imperialista em Berga, com a efígie de Leila Khaled

Dentro da FPLP Khaled seguiu os passos de W. Haddad: a tática do sequestro de aviões ocidentais e israelenses, entendidos por Haddad como uma maneira eficiente de inserir a luta palestina nas pautas internacionais devido à cobertura intensa que a mídia ocidental fazia destes sequestros. Dentre muitas operações, uma das que mais chamou a atenção da mídia foi o sequestro do voo 840 da TWA em 29 de agosto de 1969, o avião partia do aeroporto internacional Leonardo da Vinci, em Roma, com destino ao Aeroporto internacional Ben Gurion, em Tel Aviv, mas foi interceptado e desviado pela FPLP para o Aeroporto internacional de Damasco, na Síria.
Os líderes da FPLP descobriram que o embaixador israelense nos Estados Unidos, Yitzhak Rabin, embarcaria numa aeronave TWA Roma-Atenas com destino a Tel Aviv, assim que descobriram o dia desta viagem elaboraram o sequestro; a operação foi realizada por Leila Khaled e Salim Issawi, Rabin não estava a bordo, quem estava no avião era o diplomata norte americano Thomas Boyatt.
Leila e Salim fizeram o piloto pousar a aeronave em Damasco, na Síria, evacuaram o Boeing e explodiram a parte frontal do avião; imediatamente, Khaled e Issawi foram presos pelas autoridades sírias, mas estas transformaram a situação a seu favor em relação aos seus conflitos com Israel: dos 101 passageiros, a Síria reteve 6 israelenses, dos quais 4 foram liberados no dia seguinte e os dois restantes só foram liberados em dezembro em troca de 71 soldados sírios e egípcios presos em Israel.
Khaled e Issawi foram  libertos em outubro de 1969 sem nenhuma acusação.